# Dinastía mermnada
Se conoce como Dinastía Mermnada a la familia real de la antigua Lidia a partir del 680 a. C., hasta la conquista del reino por parte del aqueménida Ciro II el Grande.

## Contexto histórico
La mejor fuente para conocer la historia de la Dinastía Mermnada es el primer libro de "Los nueve libros de historia" del griego Heródoto de Halicarnaso (siglo V a. C.). Sin embargo debe remarcarse que Heródoto no se centra explícitamente en la historia de Lidia, sino en la relación entre los reyes lidios y las ciudades griegas de la costa oeste del Asia Menor.
Durante el reinado de los cinco reyes de la dinastía, los griegos y otras naciones fueron subyugados. Tal y como relata Heródoto:

Todas las naciones que moran más acá del río Halys, fueron conquistadas por Creso y sometidas a su gobierno, a excepción de los Cilicios y de los Licios. Su imperio se componía por consiguiente de los de los Lidios, Frigios, Misios, Mariandinos, Cálibes, Paflagonios, Tracios, Tinos y Bitinios; como también de los Carios, Jonios, Dorios, Eolios y Pánfilos. Como la corte de Sardes se hallase después de dichas conquistas en la mayor opulencia y esplendor, todos los varones sabios que a la sazón vivían en Grecia emprendían sus viajes para visitarla en el tiempo que más convenía a cada uno.

Una de las fuentes de su poder era la presencia de polvo de oro en el río Pactolo, que los reyes utilizaban para acuñar moneda. Las monedas son, de hecho, su mayor legado. El último rey de la dinastía, Creso, fue derrotado en el 547 a. C. cerca de la capital Sardes por el persa Ciro II y probablemente ejecutado (algunas fuentes señalan que Ciro le dejó con vida y le permitió vivir en la corte persa). Ciro añadió Lidia a sus dominios, pero Sardes continuó siendo uno de los centros culturales más importantes del mundo mediterráneo.

## Reyes de la dinastía Mermnada
- Giges (hacia 680 a. C. -644 a. C.)
- Ardis (644 a. C.- hacia 625 a. C.)
- Sadiates (hacia 625 a. C.) –hacia 600 a. C.)
- Aliates (hacia 600 a. C.-560 a. C.)
- Creso (560 a. C.-547 a. C.)